# Bound for Glory (2011)
L'édition 2011 de Bound for Glory est une manifestation de catch professionnel télédiffusée et visible uniquement en paiement à la séance. L'événement, produit par la Total Nonstop Action Wrestling, a eu lieu le 16 octobre 2011 au Liacouras Center, à Philadelphie (Pennsylvanie) aux États-Unis. Il s'agit de la septième édition de Bound for Glory. Rob Van Dam, Bobby Roode, James Storm, Kurt Angle, Sting, Ric Flair et Hulk Hogan sont en vedette de l'affiche promotionnelle (officielle).

## Contexte
Les spectacles de la Total Nonstop Action Wrestling en paiement à la séance sont constitués de matchs aux résultats prédéterminés par les scénaristes de la TNA. Ces rencontres sont justifiées par des storylines - une rivalité avec un catcheur, la plupart du temps - ou par des qualifications survenues dans les émissions de la TNA telles que Impact Wrestling et Xplosion. Tous les catcheurs possèdent un gimmick, c'est-à-dire qu'ils incarnent un personnage face (gentil) ou heel (méchant), qui évolue au fil des rencontres. Un pay-per-view comme Bound for Glory est donc un événement tournant pour les différentes storylines en cours.
| Role:        | Nom:                                 |
| ------------ | ------------------------------------ |
| Commentateur | Mike Tenay (Tous les matchs)         |
| Commentateur | Taz (Tous les matchs)                |
| Announceurs  | Christy Hemme (Tout sauf Main Event) |
| Announceurs  | Jeremy Borash (Main Event)           |
| Arbitre      | Jackson James                        |
| Arbitre      | Earl Hebner                          |
| Arbitre      | Brian Hebner                         |
| Arbitre      | Karen Jarrett                        |

### Bobby Roode contre Kurt Angle
Le « Main Event » de Bound for Glory sera pour le TNA World Heavyweight Championship et sera déterminé à la suite de matchs de qualification avec des points. 12 participants durant ce tournoi qui a commencé le 16 juin et peut se dérouler pendant des Shows télévisés et des Shows non-télévisés. "Bound for Glory Series". Le gagnant des BFG Series fut Bobby Roode en battant Gunner puis Bully Ray dans la même soirée à No Surrender (2011). Les Impact Wrestling suivant les victoires de Roode à No Surrender, ont tous été conclus par des « Main Events » où le gagnant des BFG Series doit affronter ses amis de Fortune. Pour le moment, Roode a vaincu Kazarian lors du 15 septembre. Daniels a refusé de l'affronter pour des raisons de rivalité avec AJ Styles le 22 septembre et le 29 septembre, il bat AJ Styles et il bat James Storm lors d'Impact à Knoxville le 6 octobre.

### Immortel contre Icon
Depuis le début d'Hulk Hogan à la TNA/Impact Wrestling, Sting veut absolument que Hulk Hogan et Eric Bischoff quittent cette fédération car il les décrit comme des "poisons". Il a attendu 2 ans pour pouvoir faire cela. L'année passée, il aurait dû l'affronter avec Jeff Jarrett et Samoa Joe dans un match par équipe de 3 mais Hogan a fui cela grâce à une opération au dos et cela s'est terminé par un handicap match. Sting et Ric Flair se sont lancés un défi : si Sting gagne son match face à Flair, il l'affronterait à BFG 2011 mais si Flair gagne, Sting devra prendre sa retraite. Mais Sting a gagné ce match le 15 septembre à Impact Wrestling et affrontera Hogan ce qui ne réjouit en rien Hogan. En ce moment, il a trouvé une idée qui lui évitera d'affronter le Joker, en abandonnant le catch pour de bon. Mais cela reste à confirmer la semaine suivante à Knoxville. Le 6 octobre 2011 lors d'Impact Wrestling, Hogan commence à faire ses adieux au public, jusqu'à ce que Sting intervienne, montrant une vidéo d'Hogan et Bischoff discutant à propos de la retraite d'Hogan, qui est juste une fausse annonce, car Hogan ne souhaite vraiment pas combattre Sting. Hogan s'énerve et donne son accord pour un match à Bound for Glory (2011), match dont les enjeux sont élevés : en effet, si Sting gagne, Hogan rendra la compagnie à Sting et Dixie Carter.

### Knockout: Velvet Sky vs Madison Rayne vs Winter vs Mickie James
Depuis que Winter a récupéré le titre du Championnat des Knockout de la TNA des mains de Mickie James, cette dernière ne faisait qu'enchainer les victoires, semaine après semaine. Karen Jarrett pour rendre un hommage au match des Knockouts qui a eu lieu lors de Bound for Glory (2010) dans un 4 way Knockout pour le titre (match où quatre Knockous s'affronte chacune opposée en ayant un objectif, le titre des Knockout), a décidé de refaire un match exactement pareil sauf que cette fois-ci, elle a décidé qu'elle serait le Spécial Guest Referee (l'arbitre spécial).
Elle organise donc une série de matchs pour déterminer les trois aspirantes :
- Mickie James vs Brooke Tessmacher : gagné par Mickie James
- Angelina Love vs Velvet Sky : gagné par Velvet Sky
- Madison Rayne vs ODB : gagné par Madison Rayne

Le match a donc été Velvet Sky vs Madison Rayne vs Winter vs Mickie James.

## Tableau des matchs
| #                                                          | Match                                                                                   | Stipulation                                                      | Durée |
| ---------------------------------------------------------- | --------------------------------------------------------------------------------------- | ---------------------------------------------------------------- | ----- |
| Pré-Show                                                   | Mexican America (Hernandez et Anarquia) (c) déf. Ink Inc. (Jesse Neal et Shannon Moore) | Match simple pour le Championnat du monde par équipe de la TNA.  | 08:02 |
| 1                                                          | Austin Aries (c) déf Brian Kendrick                                                     | Match simple pour le Championnat de la Division X de la TNA.     | 10:27 |
| 2                                                          | Rob Van Dam déf. Jerry Lynn                                                             | Full Metal Mayhem match.                                         | 13:14 |
| 3                                                          | Crimson déf. Samoa Joe et Matt Morgan                                                   | Triple Threat match.                                             | 07:14 |
| 4                                                          | M.. Anderson déf. Bully Ray                                                             | Falls count anywhere match                                       | 14:33 |
| 5                                                          | Velvet Sky déf. Madison Rayne vs Mickie James vs Winter (c)                             | 4-Way match pour le Championnat féminin des Knockout de la TNA.  | 08:31 |
| 6                                                          | AJ Styles déf Christopher Daniels                                                       | Dans un « I Quit » match                                         | 13:42 |
| 7                                                          | Sting déf. Hulk Hogan                                                                   | Match sans disqualification.                                     | 10:43 |
| 8                                                          | Kurt Angle (c) déf. Bobby Roode                                                         | Match simple pour le Championnat du monde poids-lourds de la TNA | 14:15 |
| (c) désigne le champion défendant son titre dans le match. |                                                                                         |                                                                  |       |